# Phyllobius armatus
Phyllobius armatus es una especie de escarabajo del género Phyllobius, familia Curculionidae. Fue descrita científicamente por Roelofs en 1876.
Se distribuye por Japón y Corea. La hembra puede llegar a medir 7,5 mm y el macho 8,8 mm.